# مرنديلة
مِرنْدِيلة أو مِرنديلا أو (نقحرة: ميرانديلا) هي مدينة تقع في شمال شرق البرتغال. يبلغ عدد سكانها 23,850 نسمة وذلك حسب إحصائيات سنة 2011. وللمدينة حرمين جامعيين من مؤسسة التعليم العالي.

## معرض الصور

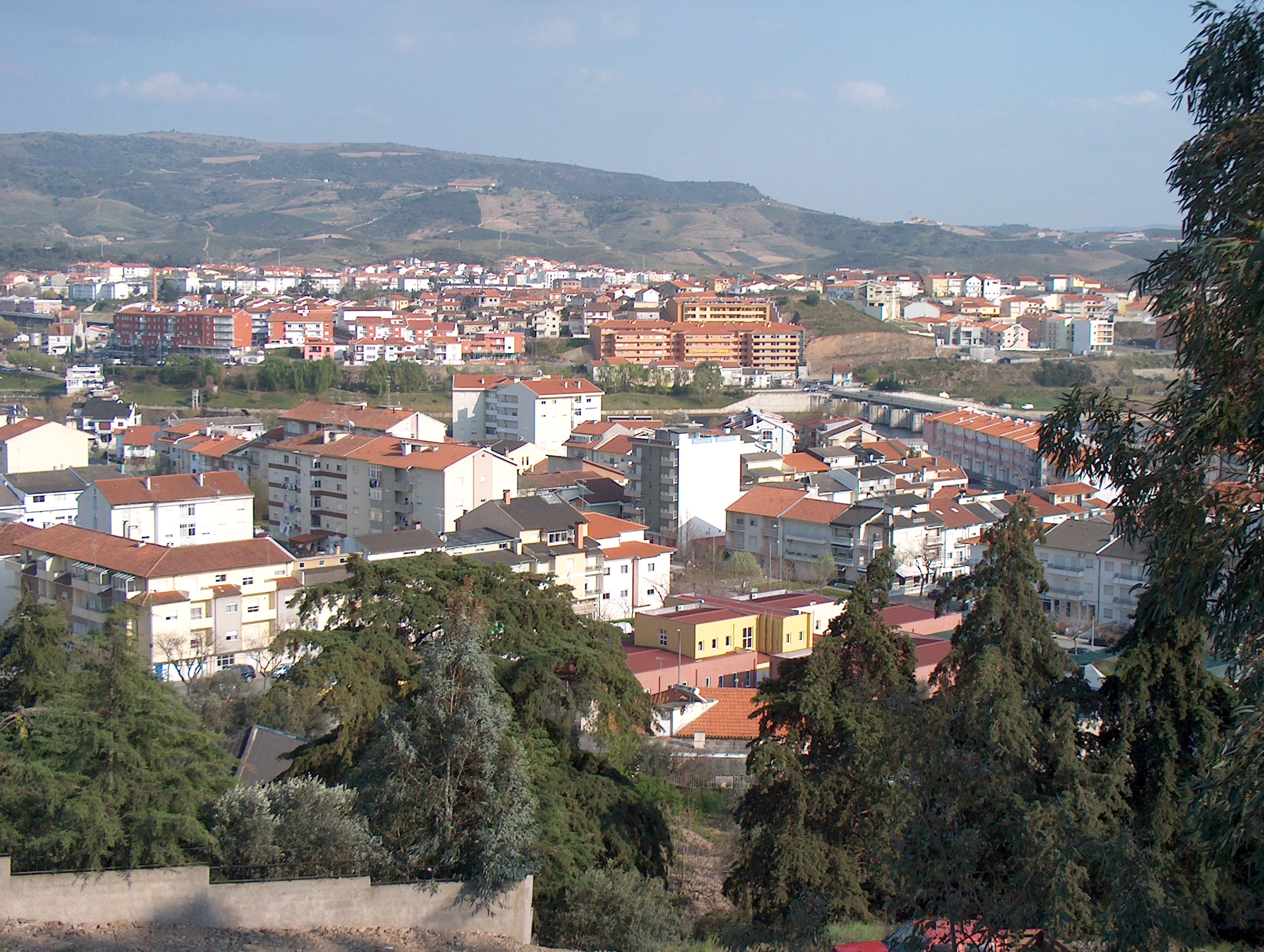
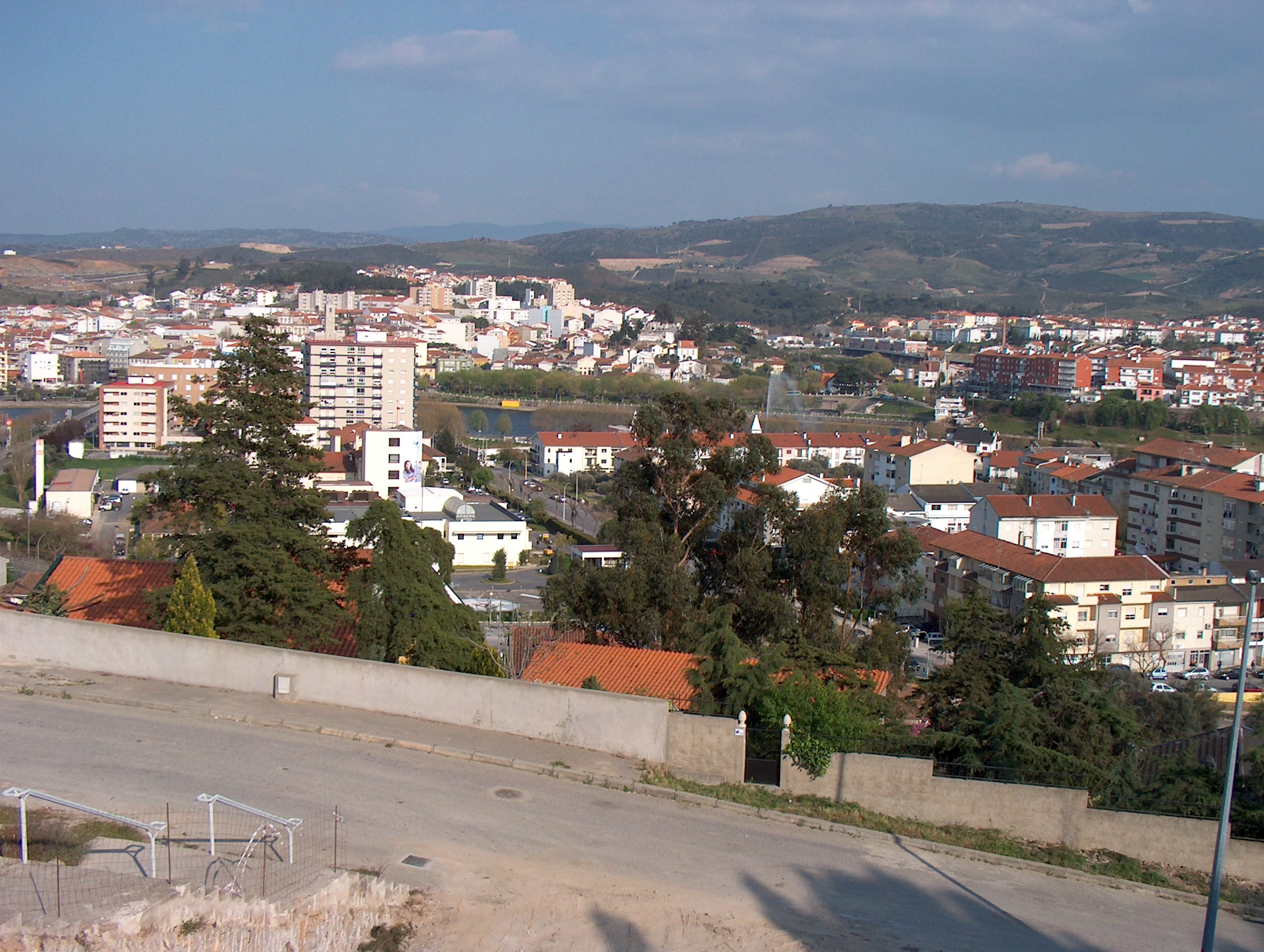
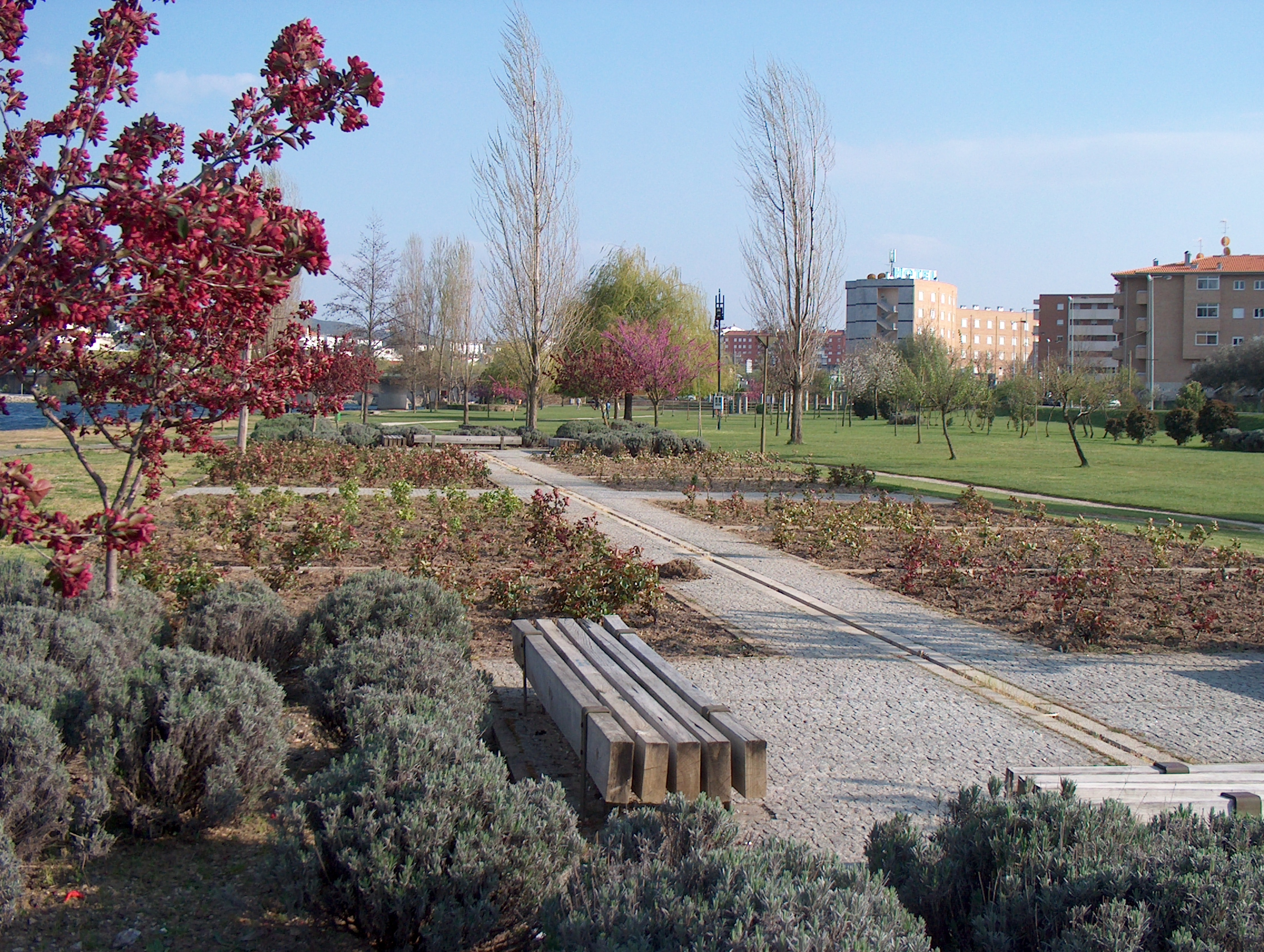
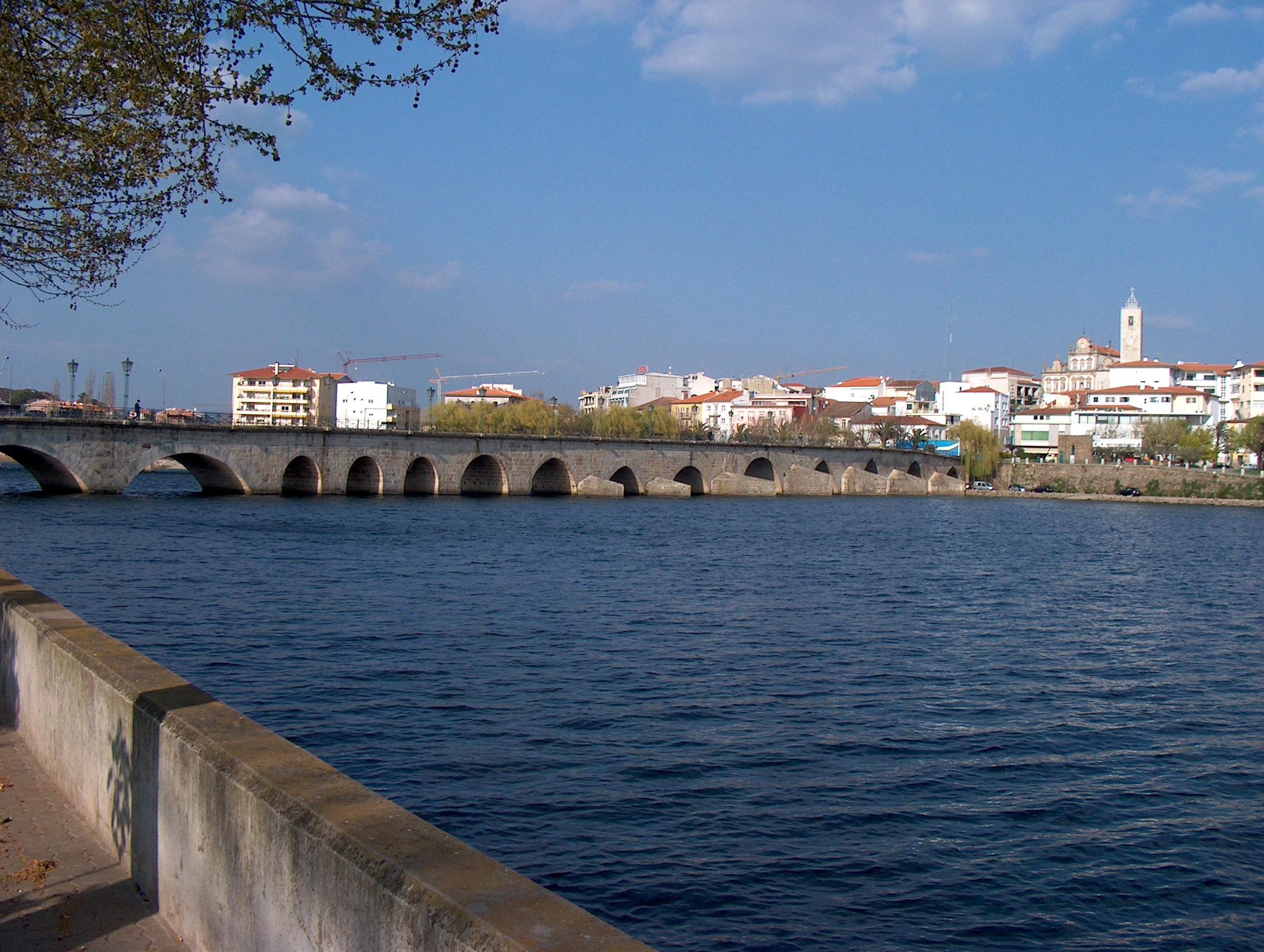
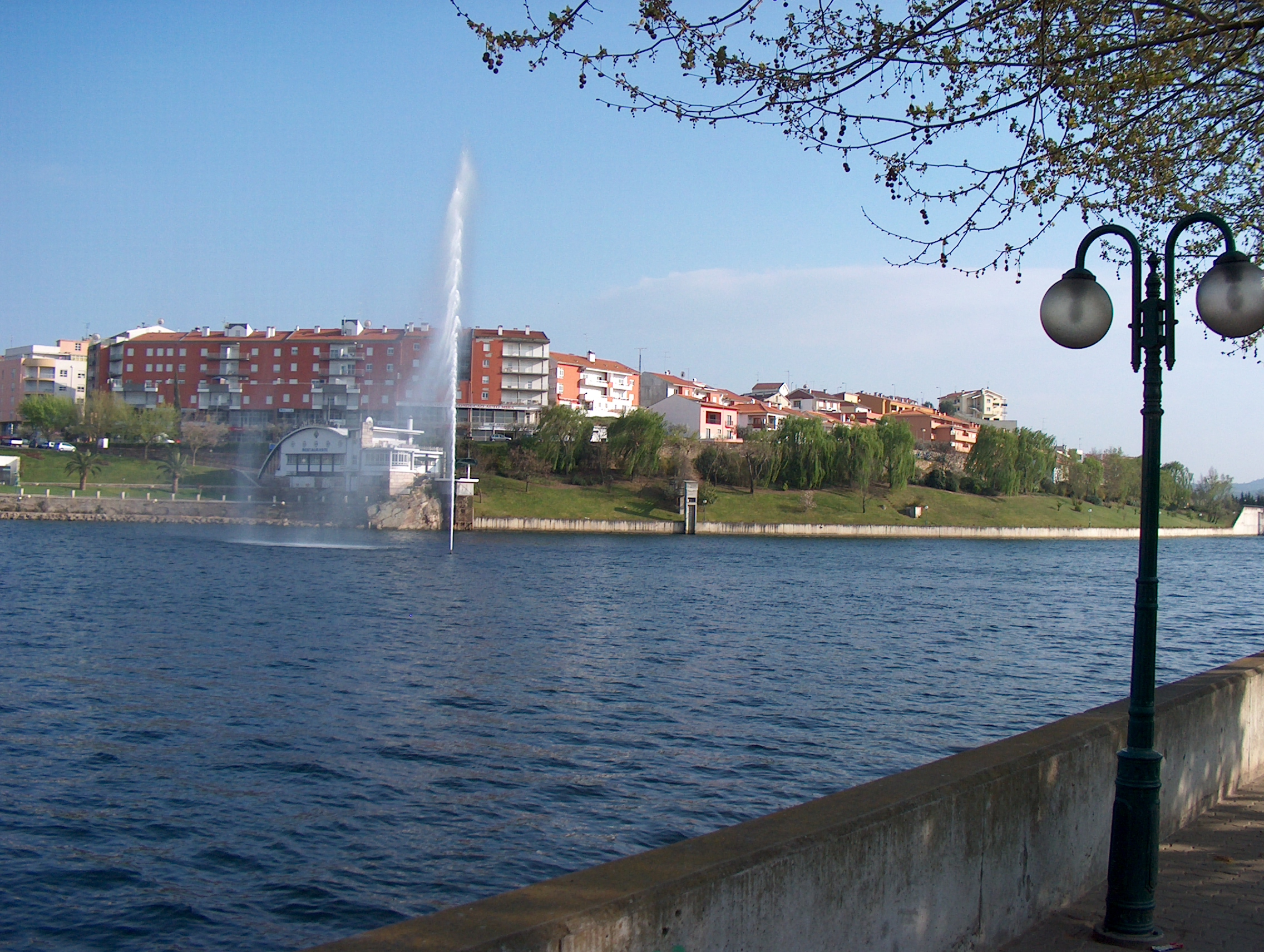
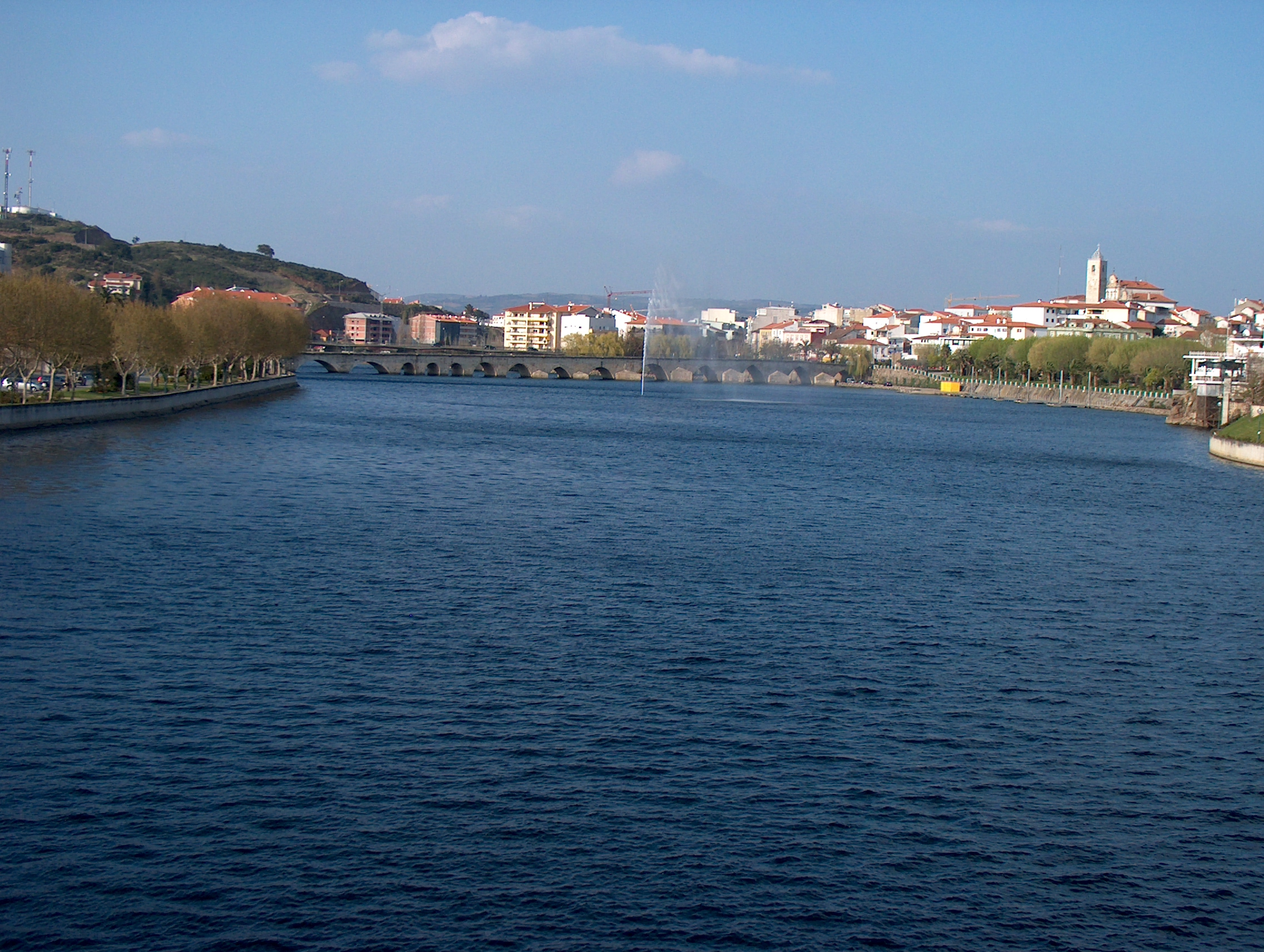
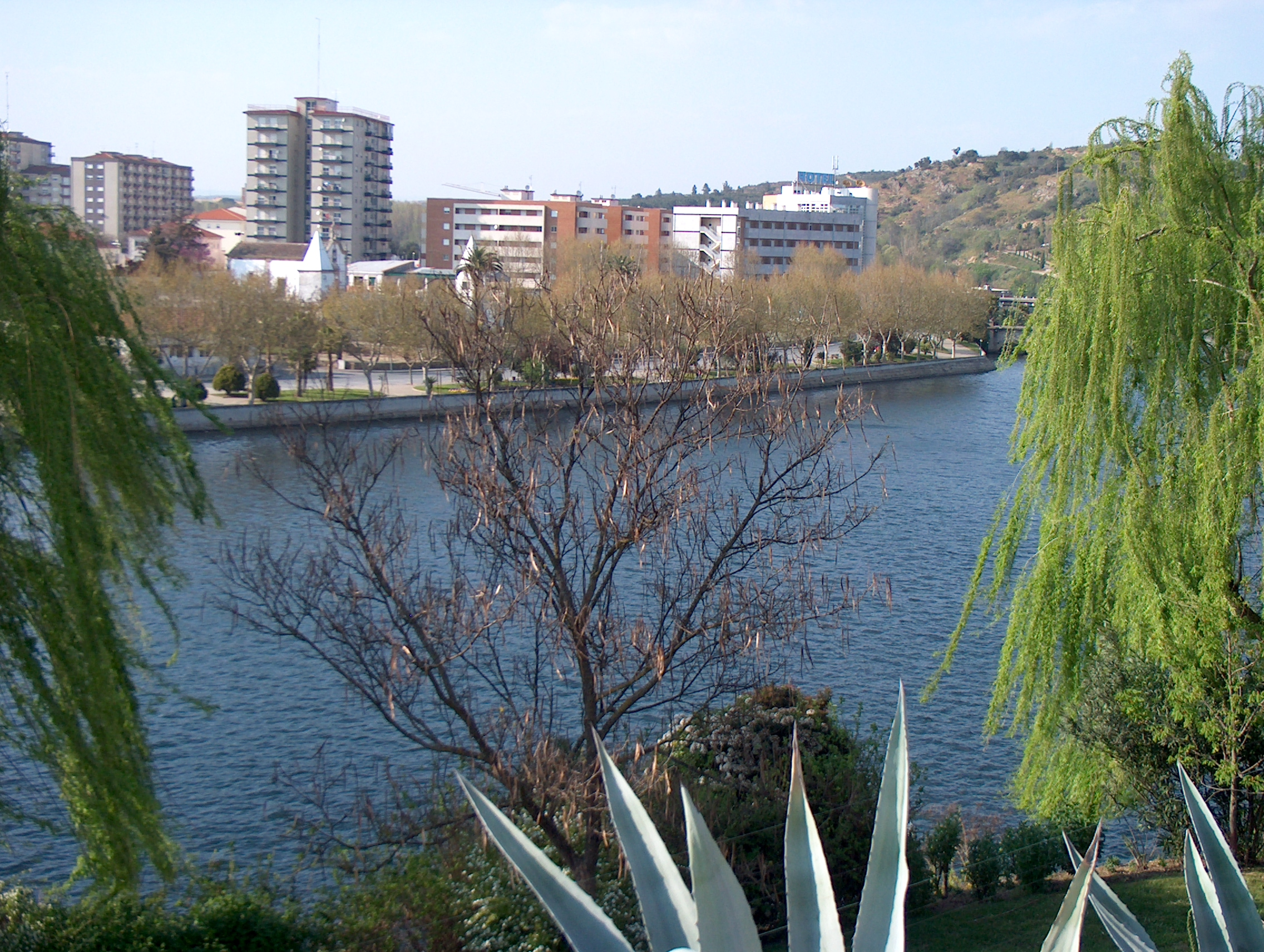
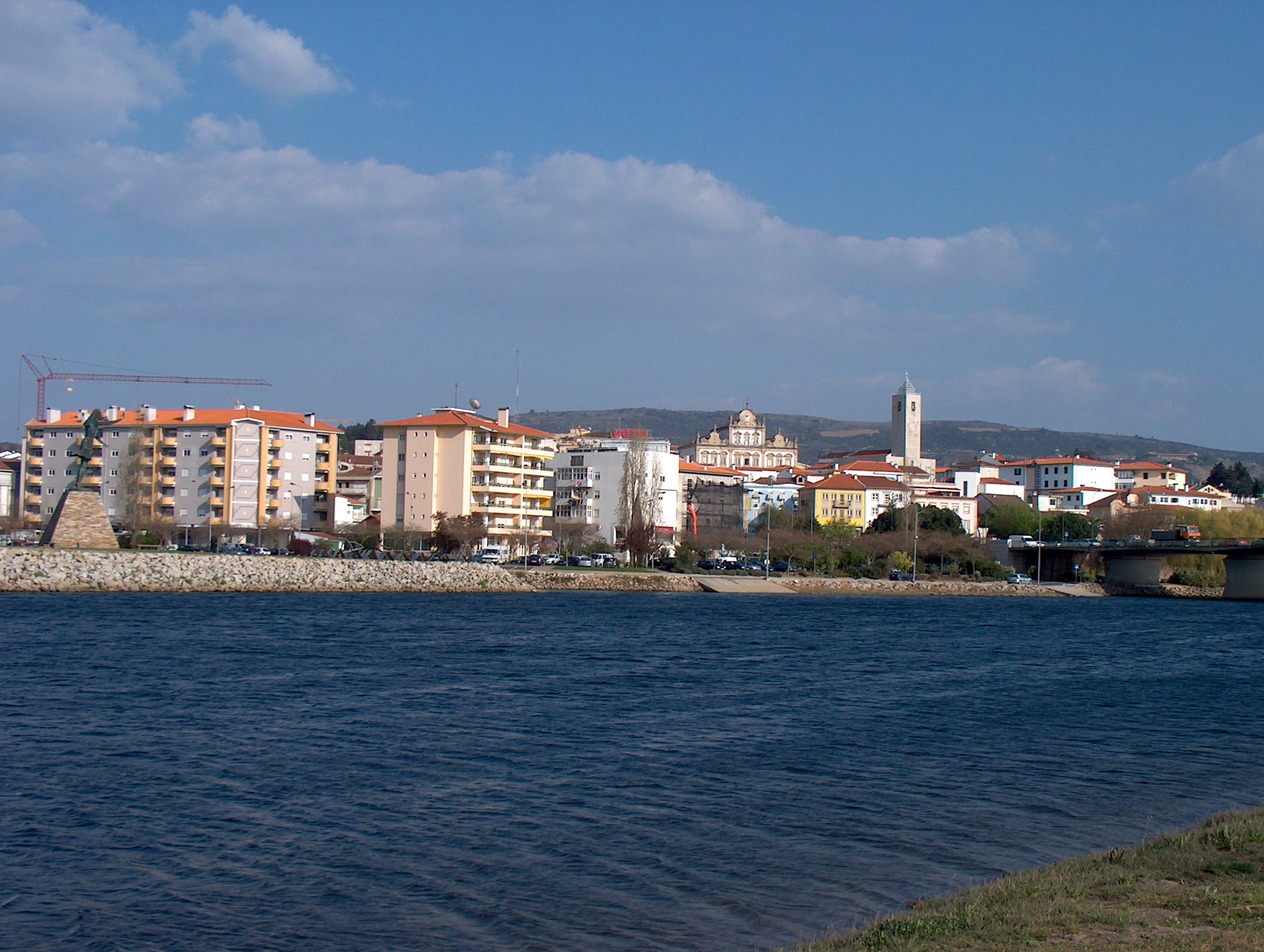

## أعلام
- روي بيريز
- إدواردو كارفاليو
- جوسفالدو فيريرا
- باولو لوبيز
- باولو تيكسيرا

## وصلات خارجية
- الموقع الرسمي